# Тибетански календар
Тибетански календар је лунисоларни календар, сродан кинеском календару. Тибетанска година има 12 или 13 лунарних месеци, сваки почиње и завршава се младим Месецом. Тринаести месец се додаје приближно сваке треће године како би тибетанска година била усклађена са соларном годином. Месеци немају имена већ се зову по њиховим бројевима.
Тибетанска Нова година је празник Лосар.
Свака година је повезана са једном животињом и једним елементом. Ово је веома слично кинеском зодијаку. Животиње се смењују следећим редом:
| Зец | Змај | Змија | Коњ | Овца | Мајмун | Птица | Пас | Свиња | Миш | Бик | Тигар |

Елементи се смењују следећим редом:
| Ватра | Земља | Гвожђе | Вода | Дрво |

Сваки елемент је повезан са две узастопне године, прво у свом мушком а затим женском виду. Нпр. после године мушка Земља-Змај долази година женска Земља-Змија, а затим мушко Гвожђе-Коњ. Пол може бити изостављен, јер се може докучити на основу животиње.
Ознаке елемент-животиња се понављају у циклусима од 36 година, почевши од године (женска) Ватра-Зец. Ови велики циклуси су нумерисани. Први циклус је почео 1027, што значи да 2008. већим делом одговара (мушкој) години Земља-Миш (слично као у кинеском календару) из 17. циклуса.

## Дани седмице
Дани у седмици су названи по небеским телима:
| Дан       | Тибетански (Wylie)          | Фонетска транскрипција | Објекат |
| --------- | --------------------------- | ---------------------- | ------- |
| Недеља    | གཟའ་ཉི་མ་ (gza' nyi ma)      | Sa nyi-ma              | Сунце   |
| Понедељак | གཟའ་ཟླ་བ་ (gza' zla ba)      | Sa da-wa               | Месец   |
| Уторак    | གཟའ་མིག་དབར་ (gza' mig dmar) | Sa Mik-mar             | Марс    |
| Среда     | གཟའ་ལྷག་པ་ (gza' lhak pa)    | Sa Lhak-ba             | Меркур  |
| Четвртак  | གཟའ་ཕུར་པུ་ (gza' phur bu)    | Sa Phur-bu             | Јупитер |
| Петак     | གཟའ་པ་སངས་ (gza' pa sangs)  | Sa Ba-sang             | Венера  |
| Субота    | གཟའ་སྤེན་པ་ (gza' spen pa)    | Sa ben-ba              | Сатурн  |

Nyima ("Сунце"), Dawa ("Месец") и Lhagpa ("Меркур") су честа лична имена људи рођених у недељу, понедељак, одн. среду.